# Flick of the Wrist
"Flick of the Wrist" er en sang af det britiske rockband Queen, udgivet som dobbelt A-side sammen med "Killer Queen" i Storbritannien, Canada, Holland, USA og de fleste andre territorier. Den er skrevet af forsangeren Freddie Mercury, til albummet Sheer Heart Attack.

## Baggrund
Freddie Mercury fortalte aldrig om den ubehagelige figur i sangen er baseret på nogen speciel person, men den daværende manager Norman Sheffield kan have været inspirationen. Sangen inkluderer Freddie Mercury der synger oktav-vokaler. Da Brian May returnerede til arbejdet efter at være kommet sig over sit hepatitis, havde han ikke hørt sangen før han indspillede sin guitar og kor-vokaler.

## Versioner

### Album version
Som den er på albummet, er "Flick of the Wrist" den midterste sange i en række på tre sange, der virker til at overlappe hinanden - fra "Tenement Funster" til "Flick of the Wrist" til "Lily of the Valley". Hver sang blev indspillet separat og blev senere mixet sammen, for at given den ubrudte række af musik. På grund af denne struktur, skulle pladeselskabet vælge punkter til at adskille hvert nummer på CD-udgivelsen af albummet. "Flick of the Wrist" starter på denne måde med crescendo-slutningen fra "Tenement Funster" og slutter brat før sidste linje i sangen; "...baby, you've been had." Denne sidste linje optræder som begyndelsen på næste nummer på CD'en, "Lily of the Valley".
Den originale, ikke mixede udgave af indspilningerne af "Tenement Funster", "Flick of the Wrist" og "Lily of the Valley" blev brugt til nogle singlers b-sider, såsom den japanske CD-single genudgivelse af Queens første EP ("Tenement Funster"), den hollandske AA-side-version af "Flick of the Wrist" (se nedenunder) og den amerikanske udgave af "Keep Yourself Alive" fra 1975 ("Lily of the Valley").

### Single versioner
Alle singleversioner eller udgaver er fra den originale albumindspilning.
Den hollandske AA-side version indeholder hele sangen uden de sammenkædende, overlappende sektioner fra "Tenement Funster" og "Lily of the Valley".
Den britiske AA-side version indeholder næsten den samme fulde version som den hollandske version, men med nogle få noder ændret i starten. Denne version er også på den japanske CD-sinlge med "Killer Queen"/"Flick of the Wrist" fra 1991.
Den amerikanske og canadiske version har en mere fremhævet ændret i begyndelsen, men de første 18 sekunder af sangen væk. Den slutter med en udtoning til sammenkædningen til "Lily of the Valley", hvor den sidstnævntes åbningspianostykke høres.
Den britiske 3-inch CD-single genudgivelse starter med crescendo-sammenkædningen der slutter "Tenement Funster" af. Den slutter med en udtoning, før sangen er ordentligt ovre, og mangler derfor den sidste linje "Baby, you've been had."

### BBC Version
Den 16. oktober 1974 indspillede Queen en BBC-session på Maida Vale 4 Studios i London, England. En af de sangen der var indspillet var "Flick of the Wrist". Denne optræden er en del af den originale albums kor-nummer, med nye vokaler af Freddie Mercury og en ny guitarsolo af Brian May.

### Cover versions
Dream Theater lavede et cover af alle tre sange til deres album Black Clouds & Sliver Linings og det er med på deres Special Edition.